# In My Place
Singles de Coldplay
Don't Panic The Scientist
Pistes de A Rush of Blood to the Head
Politik God Put A Smile Upon Your Face
In My Place est une chanson du groupe de rock alternatif Coldplay extraite de l'album A Rush of Blood to the Head. C'est le premier single de cet album.